# Formoso
Formoso és una població dels Estats Units a l'estat de Kansas. Segons el cens del 2000 tenia 129 habitants.

## Demografia
Segons el cens del 2000, Formoso tenia 129 habitants, 68 habitatges, i 35 famílies. La densitat de població era de 177,9 habitants/km².
Dels 68 habitatges en un 16,2% hi vivien nens de menys de 18 anys, en un 48,5% hi vivien parelles casades, en un 4,4% dones solteres, i en un 47,1% no eren unitats familiars. En el 45,6% dels habitatges hi vivien persones soles el 29,4% de les quals corresponia a persones de 65 anys o més que vivien soles. El nombre mitjà de persones vivint en cada habitatge era d'1,9 i el nombre mitjà de persones que vivien en cada família era de 2,64.
Per edats la població es repartia de la següent manera: un 15,5% tenia menys de 18 anys, un 3,9% entre 18 i 24, un 20,9% entre 25 i 44, un 34,1% de 45 a 60 i un 25,6% 65 anys o més.
L'edat mediana era de 53 anys. Per cada 100 dones de 18 o més anys hi havia 98,2 homes.
La renda mediana per habitatge era de 22.500 $ i la renda mediana per família de 33.958 $. Els homes tenien una renda mediana de 31.458 $ mentre que les dones 14.688 $. La renda per capita de la població era de 14.509 $. Entorn del 6,9% de les famílies i l'11,6% de la població estaven per davall del llindar de pobresa.

## Poblacions més properes
El següent diagrama mostra les poblacions més properes.